# ベオペトロール
ベオペトロール（Beopetrol）は、セルビア共和国の石油製品流通・販売企業である。石油企業としては、同国最大のセルビア石油産業（NIS）に次ぐ。現在はロシアの石油大手ルクオイルの傘下企業となり、ルクオイル・セルビア（Lukoil Serbia）に改称している

## 概要

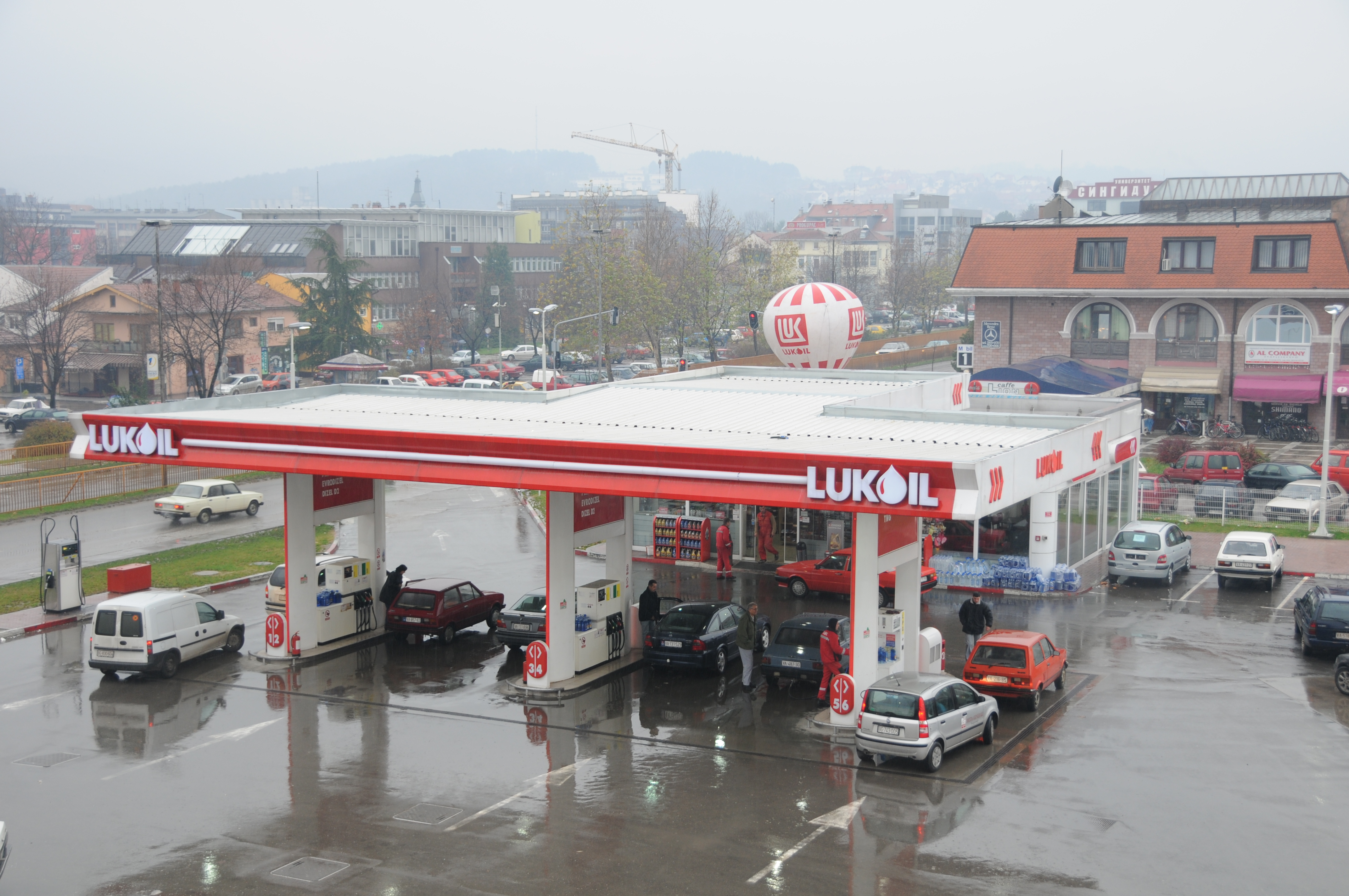
「LUKOIL」ブランドのガソリンスタンド（コルバラ郡ヴァリェヴォ）

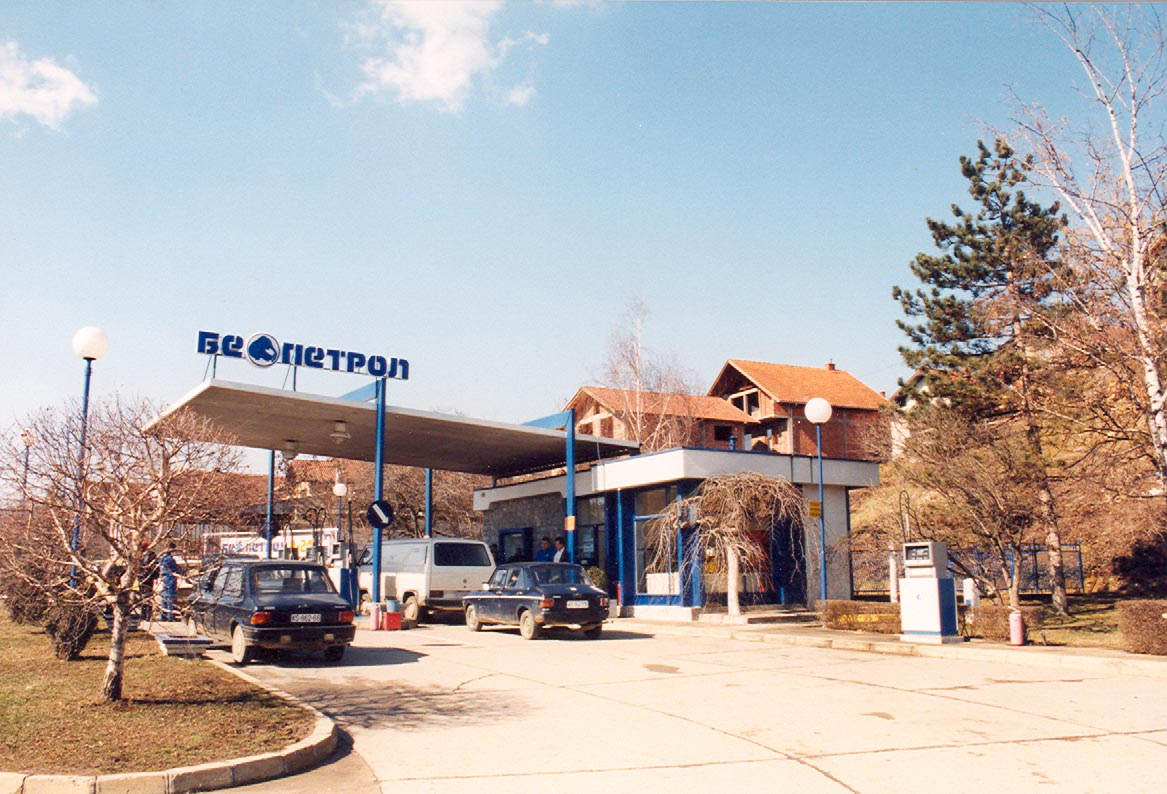
旧ブランド名「Beopetrol」時代のガソリンスタンド（ラシナ郡アレクサンドロヴァツ）

ユーゴスラビアからのクロアチア独立に伴い、クロアチア系石油公社INA（en:INA (company)）のセルビア国内の施設・人員を接収・移管して発足した。
国営企業であったが、2002年以降民営化が進められ、2003年にロシアの石油大手ルクオイルへ株式79.5％の売却が実施された。この民営化に伴い、社名を2005年に「ルクオイル - ベオペトロール（Lukoil-Beopetrol）」に、2011年には「ルクオイル・セルビア（Lukoil Serbia）」に変更し、ガソリンスタンドのブランド名も「LUKOIL」に改めている。
本社所在地はベオグラード。

## 沿革
- 1990年 - クロアチア系石油公社INAのセルビア国内の施設（ガソリンスタンド180、油槽所7）・従業員（約1,500人）[3]を接収・移管し、「INAベオグラード」として発足。
- 1992年 - 社名を「ベオペトロール」に変更。
- 2003年9月 - セルビア政府・ルクオイル間で、ベオペトロール株式の79.5％売却が決定される[4]。
- 2005年 - 社名を「ルクオイル - ベオペトロール」に変更。
- 2011年 - 社名を「ルクオイル・セルビア」に変更。

## 参考
- 大塚真彦 『旧ユーゴ便り』 第58回配信「送油管を逆流させろ」2002年6月・第74回配信「限りなく不可に近い可」2003年10月